# Trisetaria koelerioides
Trisetaria koelerioides är en gräsart som först beskrevs av Joseph Friedrich Nicolaus Bornmüller och Eduard Hackel, och fick sitt nu gällande namn av Aleksandre Melderis. Trisetaria koelerioides ingår i släktet Trisetaria och familjen gräs. Inga underarter finns listade i Catalogue of Life.